# Breaking Point (Album)
Breaking Point  ist ein Jazz-Album von Freddie Hubbard, aufgenommen am 7. Mai 1964 und im selben Jahr von Blue Note Records veröffentlicht.

## Das Album
Breaking Point war Freddie Hubbards erstes Album mit einer festen „working“ Band; ein paar Monate zuvor hatte er Art Blakeys Jazz Messengers verlassen, deren Mitglied er zweieinhalb Jahre war. Zuletzt hatte er auf dessen Blue Note Album Free for All mitgewirkt. Außerdem war er zuvor an Projekten von Quincy Jones und Oliver Nelson beteiligt und hatte für Blue Note und Impulse mehrere Alben mit wechselnden Besetzungen aufgenommen. Für das Breaking Point-Album gewann er seinen langjährigen Partner, den Altsaxophonisten James Spaulding, mit dem er schon 1962 das Album Hub Tones eingespielt hatte und auf diversen Festivals aufgetreten war. Die weiteren Mitglieder von Hubbards Band waren zu jener Zeit relativ unbekannt; hinzu kamen für diese Session der Pianist Ronnie Mathews, der zuvor bei Session von Max Roach und Booker Ervin gespielt hatte, sowie der kaum bekannte Bassist Eddie Khan und der damals erst 22-jährige Schlagzeuger Joe Chambers.
Das programmatische Titelstück „Breaking Point“ hat einen spröden Calypso-Charakter; das folgende „Far Away“ reflektiert die modale Spielweise seines Kollegen Miles Davis in dessen Komposition Teo (1961). „Blue Frenzy“ ist ein Blues Waltz; der Titel wurde – wie auch die von Joe Chambers stammende Ballade "Mirrors" – außerdem in einer kürzeren Version aufgenommen und als Single veröffentlicht. Der CD sind sie als zusätzliche Takes beigefügt.
Die Musik der Freddie Hubbard Band von 1964, die musikalisch auf die aktuellen Herausforderungen durch Neuerer wie Ornette Coleman, John Coltrane oder Eric Dolphy reagierte, war – abgesehen von den ausgekoppelten Single-Takes – für den damaligen Zeitgeschmack nicht kommerziell genug, so Bob Blumenthal in seiner Rückschau 2003, um längerfristig existieren zu können. Freddie Hubbard fand kaum Auftrittsmöglichkeiten, löste die Band schließlich nach den Aufnahmen zu The Night of the Cookers (Blue Note, 1965) auf und arbeitete in der Band von Max Roach.

## Rezeption des Albums
Scott Yanow, der das Album in Allmusic mit der zweithöchsten Bewertung auszeichnete,
hebt in seiner Besprechung hervor, dass Hubbards Musik dieser Ära stilistisch zwischen Hardbop und der Avantgarde angesiedelt ist und die Grenzen des modernen Jazz Mainstream erweitert. „Diese erforschenden Ausflüge seien wesentlich interessanter als das, was drei Dekaden später produziert werden sollte“, so Yanow. Er habe hier auch mit seinem frühen Spiel gebrochen, das noch stark unter dem Einfluss von Clifford Brown und Lee Morgan gestanden habe und zu einem Personalstil gefunden.
Die Kritiker Richard Cook und Brian Morton, die dem Album ebenfalls die zweithöchste Bewertung verliehen, sehen in Breaking Point das am meisten (positiv) aus der Reihe fallende Blue Note-Album Hubbards und heben insbesondere die Rolle James Spauldings hervor.

## Titelliste
Seite 1
1. Breaking Point (Hubbard) – 10:18
2. Far Away (Hubbard) – 10:58

Seite 2
3. Blue Frenzy (Hubbard) – 6:23
4. D Minor Mint (Hubbard) – 6:23
5. Mirrors (Joe Chambers) – 6:05
CD-Bonus
6. Blue Frenzy – 3:15 (Single-Auskopplung – Blue Note 45-1908)
7. Mirrors – 3:23 (Single-Auskopplung)
Die Titel 1 bis 5 erschienen auf dem Blue-Note-Album BST 84172.

## Personal
- Aufnahme: Rudy Van Gelder
- Produzent: Alfred Lion
- Fotografie: Francis Wolff
- Cover-Design: Reid Miles
- Begleittext: Leonard Feather